# Námestovo
Námestovo (Pools: Namiestowo) is een Slowaakse gemeente die enkele kilometers ten zuidwesten van de Poolse grens ligt. Het is een mesto, dus met stadsrechten, en is de hoofdstad van het noordelijke district Námestovo in de regio Žilina. Tot de gemeente behoort ook de noordelijke exclave Námestovské Pilsko, die tegen de Poolse grens ligt. Dit is een ski- en natuurgebied. 
Tussen 2004 en 2010 telde Námestovo steeds iets meer dan achtduizend inwoners, daarna minder. Van 7 908 inwoners in 2015 is er elk jaar een kleine daling geweest tot 7 465 in 2023.
De plaats ligt op ruim zeshonderd meter hoogte in een gebied dat van oudsher deels ruig en deels agrarisch is. Door de ligging aan een doorvoerroute tussen Slowakije en Polen werd de plaats een handelscentrum voor linnen. 
De stad en zijn omgeving zijn halverwege de 20e eeuw sterk veranderd door de aanleg van een stuwdam. De stad lag niet ver van de samenvloeiing van twee onstuimige en wisselvallige bovenlopen van de Orava en al eeuwenlang werden er plannen gemaakt om die te temmen. De eerste poging een dam van gewapend beton te bouwen dateert van 1870. In 1941 werd er serieus werk van gemaakt en in 1943 werd het eerste beton gegoten, maar er was onvoldoende expertise en het werk kwam stil te liggen vanwege de moeilijke bodemgesteldheid. Na de Tweede Wereldoorlog werd het project opnieuw opgezet en in 1954 was de bouw voltooid.
Door de inundatie is twee derde van de stad, waaronder het historische centrum, samen met enkele dorpen onder water verdwenen, maar het Oravastuwmeer werd een toeristische attractie. Wat voorheen een handelsstad in een ietwat afgelegen landbouwgebied was, veranderde in een vakantiebestemming met toeristenhotels. 
De dam met de turbines voor de waterkrachtcentrale ligt direct aan de zuidkant van de stad en aan de overkant is een bedrijventerrein ontstaan. Het stuwmeer strekt zich uit ten westen van de stad, tot aan de Poolse grens. 

## Geboren
- Dušan Tittel (1966), Slowaaks voetballer